# Zespół Szkół Ogólnokształcących Integracyjnych nr 1 im. Janusza Korczaka
Zespół Szkół Ogólnokształcących Integracyjnych nr 1 im. Janusza Korczaka – zespół szkół w Krakowie, mieszczący się przy al. Kijowskiej 3. W skład zespołu wchodzi Szkoła Podstawowa z Oddziałami Integracyjnymi nr 12 oraz Gimnazjum Integracyjne nr 15.

## Historia
Budynek szkoły podstawowej powstał w ramach programu "Tysiąc szkół na tysiąclecie". Sama szkoła została do niego przeniesiona w 1966 z tymczasowej siedziby przy ul. Oleandry. Pierwotnie szkoła nosiła imię Wandy Wasilewskiej. Na początku lat 90. XX wieku szkołę otoczono murem. W roku szkolnym 1997/1998 uruchomiono pierwsze oddziały integracyjne. 1 września 1999 otwarto przy szkole podstawowej Gimnazjum Integracyjne nr 15, tworząc zespół szkół. W związku z reformą systemu oświaty z 2017 r., począwszy od roku szkolnego 2017/2018 gimnazjum jest wygaszane. Ostatni rocznik gimnazjalistów opuści mury szkoły w roku szkolnym 2018/2019. Wówczas zespół szkół zostanie zlikwidowany, a Szkoła Podstawowa nr 12 stanie się ponownie samodzielną placówką oświatową.

## Działalność
W szkole działa koło terrarystyczne, które od 2009 do 2011 współorganizowało w niej imprezę krajową z okazji Światowego Dnia Żółwia. Jest ono prowadzone przez Tadeusza Urynowicza, który jest również prezesem Stowarzyszenia Krakowscy Żółwiarze. Inną imprezą cykliczną jest coroczny Krowoderski Piknik Rodzinny. W szkole działa również chór pod przewodnictwem Blanki Dembosz i szkolny klub sportowy.
Od listopada 2010 Gimnazjum nr 15 wydawało w wersji elektronicznej gazetkę szkolną "In the Gratka". Publikowane były w niej m.in. fotografie z uroczystości szkolnych, a także autorskie artykuły uczniów. Redaktorem naczelnym gazetki była mgr Katarzyna Kucab–Klich, a w skład redakcji wchodzili: Franciszek Vetulani, Oskar Tadeusz Krawczyk i Olga Lipowska. Przez krótki okres gazetkę także drukowano. Pożegnalny numer wydano w grudniu 2011. Opublikowany na łamach "In the Gratki" w styczniu 2011 wywiad z Jerzym Vetulanim został ocenzurowany.

## Znani absolwenci
- Andrzej Przewoźnik[7][8]
- Jacek Surówka[7][8]
- Daniel Brud[9]
- Michał Czekaj[9]
- Magdalena Gozdecka